# هارمونی (نیوجرسی)
هارمونی (به انگلیسی: Harmony Township) شهری در ایالت نیوجرسی کشور ایالات متحده آمریکا است که جمعیت آن در سرشماری سال ۲۰۱۰ میلادی، ۲٬۶۶۷ نفر بوده‌است.